# Agamenon Magalhães
Agamenon Sérgio de Godoy Magalhães (Serra Talhada, 5 de novembro de 1893 — Recife, 24 de agosto de 1952) foi um promotor de direito, geógrafo, professor (de Geografia) e político brasileiro; deputado estadual (1918), federal (1924, 1928, 1932, 1945), governador de estado (1937, 1950) e ministro (Trabalho e Justiça).

## Formação acadêmica e política
Tetraneto de Agostinho Nunes de Magalhães, e filho do juiz e deputado estadual Sérgio Nunes Magalhães, tornou-se bacharel pela Faculdade de Direito de Recife (1916), em Recife, sendo em seguida nomeado para a promotoria da comarca de São Lourenço da Mata. No ano seguinte, casou-se com Antonieta Bezerra Cavalcanti e retornou a Recife, onde fixou residência.
Em 1918 foi eleito deputado estadual com apoio da agremiação governista estadual (Partido Republicano Democrata) e, em 1924, tornou-se deputado federal, reeleito quatro anos depois. Contudo, em 1930, rompendo com os governos estadual e federal, aderiu à Aliança Liberal formada em torno da candidatura de Getúlio Vargas. Após a revolução, apoiou o interventor Carlos de Lima Cavalcanti e ajudou a articular no estado o Partido Social Democrata (de sustentação ao Governo Provisório), pelo qual elegeu-se deputado constituinte em 1932.

## Aliado fiel de Vargas

Agamenon Magalhães e Getúlio Vargas.

A atuação de Agamenon Magalhães na Constituinte de 1933 foi pautada na defesa do regime parlamentarista, na qual não teve apoio nem do governo nem dos demais parlamentares. Apesar disso, em 1934, foi convidado pelo presidente Getúlio Vargas para a pasta do Trabalho, Indústria e Comércio.
Nesse período, deu apoio à criação da Justiça do Trabalho, ampliou a rede de apoio aos trabalhadores urbanos, e utilizou a arregimentação sindical para combater a infiltração comunista no movimento operário, principalmente após a Intentona Comunista de 1935. Para isso, defendeu a intensificação do controle sobre os sindicatos e o aceno com novas leis sociais para os trabalhadores. Em 1937, após a demissão de Vicente Rao, passou a acumular também as funções da pasta da Justiça.
Aliado fiel de Vargas, Agamenon Magalhães entrou em choque com o interventor Lima Cavalcanti, que tendia a apoiar a candidatura oposicionista de Armando de Sales Oliveira para a sucessão presidencial de 1938. Por este motivo, em novembro de 1937, após a decretação do Estado Novo, Agamenon Magalhães foi nomeado interventor federal em Pernambuco, substituindo seu antigo aliado e opositor. A interventoria de Agamenon Magalhães coincidiu ainda com os anos da presença militar norte-americana no Recife, em virtude das alianças em torno da Segunda Guerra. Este período foi marcado por transformações não apenas no cenário político, mas também no plano cultural.

## O "Agamenonismo"
Ao voltar ao estado natal, Agamenon Magalhães anunciou que trazia consigo a "emoção do Estado Novo". Misto de populismo social com centralização política, o estilo de governo de Agamenon (por ele chamado de "ruralização") foi marcado pela busca da unidade social e política, apoiada na personalidade pública do interventor.
O governo estadual procurou envolver-se em todos os setores da vida cotidiana, seguindo um ideário tradicionista, autoritário e fortemente católico, que procurou apoiar-se tanto na censura oficial do DIP, quanto na utilização do jornal oficioso, o Diário da Manhã.
Segundo Michel Zaidan:
A obra administrativa de Magalhães pode ser dividida, primeiro, pela busca desenfreada do "consenso máximo" na sociedade pernambucana, a partir de uma falsa imagem de paz e harmonia social no Estado. Objetivo perseguido através de uma feroz repressão aos adversários, críticos, comunistas, prostitutas, afro-brasileiros, vadios e homossexuais.
O governo Agamenon também combateu o cangaço e realizou obras contra a seca. Seu programa de erradicação dos mocambos (habitações insalubres) teve forte impacto entre as populações pobres, apesar das críticas de Gilberto Freyre e Manuel Bandeira, seus adversários na intelectualidade.

## A "Lei Malaia"
Em janeiro de 1945, Agamenon Magalhães foi novamente chamado por Getúlio Vargas para a pasta da Justiça. Mas desta vez, Getúlio não preparava o fechamento das instituições (como em 1937), e sim a sua democratização.
Como titular da pasta, Agamenon aprovou o novo Código Eleitoral (Lei Agamenon) e convocou as primeiras eleições livres do Brasil, com a autorização para o funcionamento dos partidos políticos e o pleito direto para a presidência da República. No entanto, a tentativa de aprovar uma lei antitruste (chamada de "lei malaia" por seu opositor Assis Chateaubriand, fazendo assim menção ao seu apelido pernambucano, "China gordo") aumentou as pressões de setores empresariais e militares contra o governo Vargas. Em outubro de 1945, Getúlio Vargas acabou sendo deposto, e com ele Agamenon deixou o ministério. O sucessor de Vargas, José Linhares, anunciou o veto à "lei malaia" como uma de suas primeiras medidas.

## Líder do PSD
Apesar da deposição de Vargas, Agamenon conseguiu ser eleito para a Câmara dos deputados e permanecer como uma das principais lideranças nacionais do Partido Social Democrático (PSD), ao qual se filiara. Na Constituinte de 1946, alinhou-se entre os defensores da intervenção estatal na economia.
Mesmo residindo no Rio de Janeiro, Agamenon Magalhães manteve-se como líder inconteste do PSD pernambucano, apesar de sua crescente oposição ao governo do presidente Eurico Gaspar Dutra, que era do mesmo partido. A cisão deu-se quando Agamenon lançou a candidatura de Barbosa Lima Sobrinho ao governo de Pernambuco. Dutra, por sua vez, apoiou o candidato da UDN, um usineiro apoiado por setores agrários e conservadores. A disputa eleitoral, vencida pelo PSD por pequena margem de votos em janeiro de 1947, foi violenta e contestada vários anos na justiça.
A máquina eleitoral de apoio ao PSD era garantida por uma extensa rede de apoiadores locais, utilizando-se do sistema do coronelismo. Essa rede possibilitou ao partido obter sucessivas vitórias em Pernambuco até 1958 (exceto na capital), derrotando todos os seus adversários. Em 1950, Agamenon lançou sua própria candidatura ao governo de Pernambuco, para suceder a Barbosa Lima Sobrinho.
Desta vez, porém, Agamenon Magalhães não seguiu a orientação de Getúlio Vargas (que naquele ano foi lançado candidato a presidente pelo PTB). Reconciliando-se com Dutra, apoiou o candidato oficial do PSD, Cristiano Machado, enquanto Vargas se aliou a João Cleofas, candidato da UDN (e que depois seria seu ministro da Agricultura).
O eleitorado do interior (onde se concentrava a máquina do PSD) foi essencial para a nova vitória de Agamenon, eleito governador por 196 mil votos, contra 186 mil de seu adversário.

## O legado
No entanto, a eleição popular de Agamenon Magalhães não significou o pleno retorno do "agamenonismo" ao governo de Pernambuco: seu governo teve fim com sua morte súbita, em 24 de agosto de 1952.
O nacionalismo econômico e a visão social de Agamenon Magalhães marcaram a transição de uma visão agrária e oligárquica para a aliança com setores urbanos e operários (que marcou o conluio PSD/PTB em nível nacional). No entanto, em Pernambuco, o próprio PSD não conseguiu romper com sua formação conservadora. Com Etelvino Lins (sucessor de Agamenon), o partido obteve uma nova vitória nas eleições de 1954 (elegendo o general Osvaldo Cordeiro de Farias), mas foi finalmente derrotado em 1958.
Agamenon Magalhães foi irmão do deputado federal Sérgio Magalhães Junior, líder da Frente Parlamentar Nacionalista, e tio do governador Roberto Magalhães Melo, foi sogro do ex-ministro da agricultura pecuária e abastecimento Armando Monteiro Filho, do empresário Jarbas Monteiro e do Ministro da Defesa José Múcio Monteiro. É ainda avô do ex-senador Armando Monteiro Neto.